# عبد العزيز حامي
عبد العزيز حامي مواليد 20 يناير 1949، هو ملاكم محترف تونسي. شارك في دورة الألعاب الأولمبية الصيفية سنة 1972.

## روابط خارجية
- عبد العزيز حامي على موقع أوليمبيديا (الإنجليزية)